# Рови (Пултуський повіт)
Рови (пол. Rowy) — село в Польщі, у гміні Обрите Пултуського повіту Мазовецького воєводства.
Населення — 29 осіб (2011).
У 1975-1998 роках село належало до Остроленцького воєводства.

## Демографія
Демографічна структура станом на 31 березня 2011 року:
|          | Загалом | Допрацездатний вік | Працездатний вік | Постпрацездатний вік |
| -------- | ------- | ------------------ | ---------------- | -------------------- |
| Чоловіки | 14      | 4                  | 8                | 2                    |
| Жінки    | 15      | 5                  | 4                | 6                    |
| Разом    | 29      | 9                  | 12               | 8                    |